# Kham Tam
Re Kham Tam, conosciuto anche come Kham Tam Sa, il cui nome regale fu Samdach Brhat-Anya Chao Kama Dharmasara (Mueang Sua, XV secolo – Pak Huei Luang, 1433), è stato il settimo sovrano del Regno di Lan Xang, la cui capitale era Mueang Sua (detta anche Xieng Thong), l'odierna Luang Prabang, nel Laos settentrionale.
Divenne re nel 1432 dopo la morte del suo predecessore, il fratellastro Kon Kham, vittima di un complotto di corte. Regnò solo 5 mesi, fino a quando si accorse che si stava tramando per ucciderlo e si mise in salvo fuggendo da Mueang Sua, dove non tornò mai più.
Le cronache che lo menzionano provengono dagli antichi annali di Lan Xang, di Lanna, di Ayutthaya e di Birmania, che differiscono tra loro. Gli annali di Lan Xang furono tradotti in altre lingue ed interpretati in diversi modi, dando luogo a controversie sull'attendibilità dei riferimenti storici. La principale tra le critiche che determinarono il cambiamento del testo originale, fu dettata dalla convinzione che molti degli avvenimenti storici fossero stati omessi o distorti nell'edizione originale a maggior gloria del regno. Gli avvenimenti e le date relative alla vita di Kham Tam non sono quindi pienamente attendibili, anche per la difficoltà che ebbero gli storiografi a registrare l'incalzante susseguirsi degli avvenimenti di questo periodo oscuro di Lan Xang.

## Biografia
Era figlio di re Samsenthai e della regina Nang Keo Sida, figlia del re di Chiang Hung. Prima di divenire sovrano di Lan Xang, fu governatore del Principato di Pak Huei Luang. Salì al trono nel 1432, ereditando dal fratellastro Kon Kham (figlio di Samsenthai e della regina Noi On Sor) uno stato in gravi condizioni di instabilità, al cui interno fazioni dell'aristocrazia si disputavano il potere. Il suo regno fu dominato dalla cortigiana Maha Devi (letteralmente: "Grande dea"), un membro della famiglia reale che aveva acquisito crescente importanza durante il regno di Lan Kham Deng (1417-1428) ed era stata la mandante degli assassinii dei re Phommathat, Yukhon e Kon Kham tra il 1429 ed il 1432.
Prima di salire al trono, Kham Tam era stato governatore di Pak Huei Luang e fu scelto come sovrano dall'aristocrazia di corte, al contrario dei tre predecessori che lo furono per volere di Maha Devi. Questa intendeva farne dei fantocci di cui disporre a piacimento, ma li fece tutti eliminare quando si rese conto che erano diventati un ostacolo ai suoi piani. Anche Kham Tam stava per seguire la stessa sorte, ma riuscì a smascherare il complotto ai suoi danni ordito dalla stessa Maha Devi e a fuggire dalla capitale. Subito dopo la sua fuga, la cortigiana fece eleggere re un fratellastro di Kham Tam, il principe Lue Sai.
Kham Tam trovò rifugio a Pak Huei Luang, dove visse il resto dei suoi giorni. Nel breve periodo in cui aveva regnato a Mueang Sua, non si erano registrati altri eventi rilevanti. Morì l'anno dopo, nel 1433, ed i suoi concittadini portarono le sue ceneri in un tempio eretto in suo onore lungo il fiume Huei Luang. Qualche anno dopo, il figlio Mui Ton-Kham fu nominato governatore di Vientiane e fu a capo di una rivolta nel tentativo di affrancare la città dal dominio di Lan Xang e farne uno stato indipendente, ma fu sconfitto e fatto giustiziare dal re Sai Tia Kaphut.

## Crisi del regno
I gravi episodi che insanguinarono Mueang Sua in quegli anni erano frutto della sfrenata ambizione di Maha Devi. Aveva destabilizzato la pace e l'armonia che avevano contraddistinto la corte di Lan Xang fino al regno di Lan Kham Deng, ed avrebbe in seguito provocato altri eventi luttuosi. Sarebbe riuscita a diventare la prima donna sovrano di Lan Xang quando ormai aveva più di 90 anni, attorno al 1440, ma il suo regno durò poco. Decisi a porre fine ai suoi soprusi, membri della nobiltà fecero uccidere lei ed il giovane marito, per poi mettere a capo dello stato un consiglio formato da alti prelati.
Un altro elemento che contribuì ai luttuosi eventi, fu la frattura che avvenne a corte fra la fazione alleata ai siamesi del Regno di Ayutthaya, l'odierna Thailandia, e quella alleata all'Impero Khmer, l'odierna Cambogia. La prima fazione si era creata quando il re di Ayutthaya Ramathibodi I aveva fatto sposare negli anni 60 del secolo precedente la figlia Nang Keo Lot Fa a Fa Ngum, il fondatore di Lan Xang. Tale fazione era costituita dagli aristocratici fedeli alla tradizione della corte del Regno di Mueang Sua, che erano stati messi in secondo piano da Fa Ngum.
La seconda fazione era legata alla corte khmer, che era stata fondamentale nell'unificazione del paese con l'appoggio militare ed economico fornito per la campagna militare che portò alla fondazione di Lan Xang. Alcuni storiografi ipotizzano che l'adesione di Fa Ngum alla causa khmer ed il conflitto tra le due fazioni avesse influito sulla destituzione e l'esilio dello stesso sovrano, incapace di gestire la situazione nei suoi ultimi anni di vita. Nel 1431, il già declinante Impero Khmer aveva subito la distruzione della capitale Angkor Thom da parte delle armate di Ayutthaya e la corte si era spostata a sud-est nella zona dell'odierna Phnom Penh. Tale evento aveva posto fine all'influenza dei khmer nel sudest asiatico.